# Jean Dausset
Jean Dausset (født 19. oktober 1916 i Toulouse, Frankrig, død 6. juni 2009 i Palma de Mallorca, Spanien) var en fransk læge og immunolog, professor ved Universitetet i Paris. 
Han modtog Nobelprisen i fysiologi eller medicin i 1980, sammen med Baruj Benacerraf og George Davis Snell, for "opdagelser vedrørende bestemte strukturer på cellernes overflade som styrer immunologiske reaktioner".